# ایستگاه متروی آلپتن
ایستگاه متروی آلپتن (انگلیسی: Alperton tube station) (تلفظ: ‎/ˈælpətən/‎) یکی از ایستگاه‌های خط پیکدیلی متروی لندن است.
این ایستگاه که در منطقه برنت لندن قرار دارد در سال ۱۹۰۳ میلادی تأسیس شده است.